# Ramón Maradiaga
Pour les articles homonymes, voir Maradiaga.
Maradiaga  Chávez est un nom espagnol. Le premier nom de famille, en général paternel, est Maradiaga ; le second, en général maternel, souvent omis, est Chávez.
Ramón Enrique Maradiaga Chávez est un footballeur hondurien devenu entraîneur, né le 30 octobre 1954 à Amapala (Honduras). Il a été sélectionneur de trois équipes d'Amérique centrale: le Honduras, le Guatemala et le Salvador.

## Biographie
Surnommé « Primitivo », Maradiaga joue comme milieu de terrain dans plusieurs clubs dont le CD Motagua, le CD Águila ou le Real España. En 1977, il participe au premier championnat du monde junior avec son équipe nationale, puis fait partie de la sélection hondurienne qui participe au Mundial 1982, le premier de son pays.
Après sa carrière de joueur, il devient entraîneur et se distingue notamment avec le CD Motagua en remportant quatre championnats du Honduras et un titre international: la  Copa Interclubes UNCAF en 2007.
Ses bons résultats le conduisent à diriger l'équipe du Honduras d'abord en 1996, lors des qualifications pour la Coupe du monde 1998; puis de 1998 à 2002, où il se hisse à la troisième place de la Copa América 2001, après une victoire de prestige sur le Brésil en quarts de finale (2-0). Il échoue cependant dans sa tentative de qualifier les Catrachos à la Coupe du monde 2002. Il participe néanmoins avec les U-23 au tournoi olympique de 2000, à Sydney.
Il dirige aussi le Guatemala, qu'il entraîne à deux reprises, lors des qualifications aux Coupes du monde de 2006 et 2010. Le 23 septembre 2015, il est nommé sélectionneur du Salvador afin de conduire la Selecta lors des éliminatoires de la Coupe du monde 2018.
En guise de reconnaissance à sa carrière, la fondation RSSSF, consacrée aux statistiques de football, a inclus Maradiaga dans la liste des meilleurs entraîneurs de la décennie 2000-2010 (155e rang).
Cependant, en mai 2018, la FIFA suspend Maradiaga pour deux ans de toute activité en relation avec le football (et lui inflige une amende de 20 000 francs suisses). Selon les instances internationales, il s'est rendu coupable d'infractions au Code Éthique de la FIFA. En effet, il aurait tenté de fausser le résultat d'une rencontre des éliminatoires du Mondial 2018 opposant le Canada au Salvador, lorsqu'il était à la tête de cette dernière sélection.

## Palmarès

### Palmarès de joueur
- Championnat du Honduras (2):
  - 1978 avec le CD Motagua.
  - 1990 avec le Real España.
- Championnat du Salvador (1):
  - 1987-88 avec le CD Águila.

### Palmarès d'entraîneur
- Championnat du Honduras (4):
  - 1997-A, 1998-C, 2006-A et 2011-C avec le CD Motagua.

- Copa Interclubes UNCAF (1):
  - 2007 avec le CD Motagua.